# Sipilou
Sipilou  è una città, sottoprefettura e comune della Costa d'Avorio, situata nella regione di Tonkpi. È capoluogo dell'omonimo dipartimento e conta una popolazione di 22 417 abitanti (censimento 2014).